# Азаров Володимир Миколайович
Володимир Миколайович Азаров (28 квітня 1925, селище Верхнє Лисичанського району, тепер у складі міста Лисичанська Луганської області — 11 серпня 2012, місто Москва) — український радянський діяч, хімік. Депутат Верховної Ради УРСР 6—8-го скликань. Кандидат у члени ЦК КПУ в 1966—1972 роках.

## Біографія
Народився в родині робітника, який переїхав із родиною з Курської області РРФСР. У 1942 році закінчив середню школу.
Трудову діяльність розпочав у 1942 році електрослюсарем 3-го розряду з ремонту танків Т-34 3-ї танкової бригади.
У 1943—1945 роках — у Червоній армії, учасник німецько-радянської війни. Служив командиром взводу протитанкових гвинтівок 1006-го стрілецького полку 266-ї стрілецької дивізії Південно-Західного та 4-го Українського фронтів.
У 1945—1949 роках — студент Рубіжанського хіміко-технологічного інституту Ворошиловградської області. У 1949—1951 роках — студент Харківського політехнічного інституту імені Леніна.
Член ВКП(б) з 1951 року.
У 1951—1954 роках — майстер, механік, начальник компресорного цеху, старший механік содового виробництва Донецького содового заводу імені Леніна («Донсода») у місті Верхньому Ворошиловградської області. У 1954—1957 роках — секретар партійного комітету Донецького содового заводу імені Леніна («Донсода») Ворошиловградської області.
У 1957 — 29 листопада 1958 року — 2-й секретар Лисичанського міського комітету КПУ Ворошиловградської області.
29 листопада 1958 — 25 грудня 1962 року — 1-й секретар Лисичанського міського комітету КПУ Луганської області.
У грудні 1962 — січні 1963 року — 1-й секретар Сєвєродонецького міського комітету КПУ Луганської області.
У січні 1963 — грудні 1964 року — 2-й секретар Луганського промислового обласного комітету КПУ.
У грудні 1964 — 25 липня 1972 року — 2-й секретар Луганського обласного комітету КПУ.
У 1972 році виключений із КПРС. Працював інженером запусконаладувального тресту «Оргхім». У 1979 році поновлений в членах КПРС.
Потім — на відповідальній роботі в Міністерстві хімічної промисловості СРСР. У 1980—1987 роках — начальник Управління обладнання Міністерства хімічної промисловості СРСР.
З 1987 року — на пенсії в Москві. Помер 11 серпня 2012 року, похований в Москві.

## Нагороди
- орден Жовтневої Революції
- орден Трудового Червоного Прапора
- орден Червоної Зірки (10.06.1945)
- орден Вітчизняної війни ?
- медалі
- заслужений хімік РРФСР (1987)